# Spigelia beccabungoides
Spigelia beccabungoides är en tvåhjärtbladig växtart som beskrevs av Friedrich Wilhelm Ludwig Kraenzlin.
Spigelia beccabungoides ingår i släktet Spigelia och familjen Loganiaceae. Inga underarter finns listade i Catalogue of Life.